# Margarita Robles
María Margarita Robles Fernández (ur. 10 listopada 1956 w Leónie) – hiszpańska prawniczka i polityk, sędzia Trybunału Najwyższego, posłanka do Kongresu Deputowanych, od 2018 minister obrony.

## Życiorys
Z wykształcenia prawniczka, absolwentka Uniwersytetu Barcelońskiego. Od początku lat 80. związana z hiszpańskim sądownictwem. Orzekała w sądach w Balaguerze, Sant Feliu de Llobregat, Bilbao i Barcelonie. W 1984 awansowana do sądu prowincji (Audiencia Provincial de Barcelona), w 1991 została jego prezesem. W latach 1993–1996 wchodziła w skład administracji rządowej socjalisty Felipe Gonzáleza. Najpierw była podsekretarzem stanu w resorcie sprawiedliwości, a od 1994 sekretarzem stanu w ministerstwie spraw wewnętrznych. Następnie do 2004 orzekała w izbie administracyjnej Audiencia Nacional (krajowego sądu karnego i administracyjnego), po czym otrzymała nominację do Trybunału Najwyższego. W latach 2008–2013 zasiadała w Radzie Głównej Władzy Sądowniczej.
W 2016 powróciła do aktywności politycznej. Z ramienia Hiszpańskiej Socjalistycznej Partii Robotniczej uzyskała wówczas mandat posłanki do Kongresu Deputowanych XII kadencji w okręgu madryckim. W kwietniu 2019, listopadzie 2019 i 2023 uzyskiwała poselską reelekcję.
W 2017 stanęła na czele frakcji socjalistycznej w niższej izbie hiszpańskiego parlamentu. W czerwcu 2018 objęła stanowisko ministra obrony w nowo powołanym rządzie Pedra Sáncheza. W listopadzie 2019 przejęła tymczasowo obowiązki ministra spraw zagranicznych (w miejsce Josepa Borrella powołanego w skład Komisji Europejskiej).
W powołanym w styczniu 2020 drugim gabinecie dotychczasowego premiera oraz w utworzonym w listopadzie 2023 jego trzecim rządzie pozostawała na stanowisku ministra obrony.